# Verkhnevilyuysky (huyện)
Huyện Verkhnevilyuysky (tiếng Nga: ? райо́н) là một huyện hành chính tự quản (raion), của Cộng hòa Sakha, Nga. Huyện có diện tích 41745 kilômét vuông, dân số thời điểm ngày 1 tháng 1 năm 2000 là 14000 người. Trung tâm của huyện đóng ở Verchneviluysk.